# Amerikai mészárlás
Az Amerikai mészárlás (eredeti cím: American Carnage) 2022-es amerikai horror-filmvígjáték, amelyet Diego Hallivis és Julio Hallivis forgatókönyvéből Diego Hallivis rendezett. A főbb szerepekben Jorge Lendeborg Jr., Jenna Ortega és Eric Dane látható. A film politikai üzenete a bevándorlók jogai mellett szól, a címét pedig Donald Trump beiktatási beszédének egy sorából kapta.
Amerikában 2022. július 15-én mutatták be a mozikban. Magyarországon az HBO Max mutatta be 2023. július 14-én. A Rotten Tomatoes-on 58%-os értékelést kapott 24 kritika alapján.

## Cselekmény
Finn kormányzó a közelgő választásokon ismét indulni szándékozik az állam kormányzójának újraválasztásáért. Ehhez Finn meg akarja nyerni a konzervatív szavazók támogatását. Törvényt hoz arról, hogy az államban minden illegális bevándorlót le kell tartóztatni, beleértve a gyermekeiket is, még akkor is, ha már az Amerikai Egyesült Államokban születtek, mert nem jelentették illegális szüleiket az illetékes hatóságoknak. Ez némi könnyebbséget jelent a fiatal fogvatartottak számára. Ha néhány hónapig dolgoznak egy idősek otthonában, akkor szabadon engedhetik őket.
Magában az idősek otthonában a lakók nagyon furcsán viselkednek. J.P., Camila, Big Mac, Chris és Mika, akik beleegyeztek ebbe az idősek programjába, összefognak, hogy megoldják az idősek otthonának rejtélyét és megszökjenek. Big Mac egy nap végignézi, ahogy az egyik öregember halála előtt kifordul magából. Ez az esemény megrémíti a személyzetet. Később J.P. az egyik öregasszonyban felismeri a nővérét, aki vele egyidős lehet. Apránként kiderül az is, hogy az itt élő embereket speciális hormonokkal etetik, így a húsuk puhább és szaftosabb lesz. E hormonok mellékhatása a korai öregedés. Továbbá, amikor az illető meghal, darált húst készítenek belőle, majd azt elküldik egy gyorsétteremláncnak, amely Finn kormányzó tulajdonában van.
Mikáról kiderül, hogy áruló, aki titokban a kormánynak dolgozik, Chris-t pedig megölik. A többieknek sikerül fellázadniuk, bevonva az összes öregembert. A történet nyilvánosságra kerül. Finn kormányzó kénytelen elhagyni az országot, éttermi láncát bezárják, a kongresszus pedig szabadon engedi a korábban őrizetbe vett bevándorlókat.

## Szereplők
| Szerep      | Színész              | Magyar hang        |
| ----------- | -------------------- | ------------------ |
| JP          | Jorge Lendeborg Jr.  | Czető Roland       |
| Camila      | Jenna Ortega         | Staub Viktória     |
| Big Mac     | Allen Maldonado      | Szalay Csongor     |
| Eddie       | Eric Dane            | Posta Victor       |
| Lily        | Yumarie Morales      | Bogdányi Titanilla |
| Chris       | Jorge Diaz           | Renácz Zoltán      |
| Micah       | Bella Ortiz          | Sipos Eszter Anna  |
| Harper Finn | Brett Cullen         | Rosta Sándor       |
| Cynthia     | Catherine McCafferty |                    |
| Bruce       | Andrew Kaempfer      |                    |
| Emilia      | Suni Reyes           |                    |